# Technik informatyk
Technik informatyk – kwalifikacja zawodowa przyznawana w technikach i szkołach policealnych. Jest to wykształcenie średnie, które obejmuje wiedzę o sieciach komputerowych, systemach operacyjnych i programowaniu oraz tworzeniu stron internetowych.
Egzaminy państwowe związane z tym kursem edukacyjnym to:
- INF.02 – Administracja i eksploatacja systemów komputerowych, urządzeń peryferyjnych i lokalnych sieci komputerowych[4]
- INF.03 – Tworzenie i administrowanie stronami i aplikacjami internetowymi oraz bazami danych[5].

Jest to kwalifikacja pełna na 5. poziomie Polskiej Ramy Kwalifikacji.